# Championnat d'Ouganda de football 2010-2011
Navigation
Édition précédente Édition suivante
La saison 2010-2011 du Championnat d'Ouganda de football est la quarante-deuxième édition du championnat de première division ougandais. Les équipes engagées sont regroupées au sein d'une poule unique où elles affrontent deux fois leurs adversaires, à domicile et à l'extérieur. En fin de saison, les trois derniers du classement sont relégués et remplacés par les trois meilleurs clubs de deuxième division.
C'est le club de Uganda Revenue Authority qui remporte la compétition cette saison après avoir terminé en tête du classement, avec onze points d'avance sur Kampala City Council et douze sur le tenant du titre, Bunamwaya SC. C'est le quatrième titre de champion d'Ouganda de l'histoire du club.
Deux clubs ne prennent finalement pas part au championnat cette saison. Kinyara Sugar Works est dissous avant le début de la compétition alors que CRO FC est exclu pour raisons financières. Ces deux retraits ne sont pas remplacés et la Super League ne se joue qu'avec quatorze équipes. Par conséquent, seul le dernier du classement est effectivement relégué en Big League en fin de saison.

## Participants
- Gulu United - Promu de D2
- Villa SC
- Kampala City Council
- Simba FC
- Express FC
- Uganda Police FC
- Kinyara Sugar Works FC
- Maroons FC - Promu de D2
- CRO FC
- Bunamwaya SC
- Fire Masters FC
- Victors FC
- Uganda Revenue Authority
- Masaka Local Council
- UTODA FC - Promu de D2
- Proline FC[1]

## Compétition

### Classement
Le classement est établi sur le barème de points classique : victoire à 3 points, match nul à 1, défaite à 0.
| Rang | Équipe                         | Pts | J  | G  | N  | P  | Bp | Bc | Diff |
| ---- | ------------------------------ | --- | -- | -- | -- | -- | -- | -- | ---- |
| 1    | Uganda Revenue Authority       | 59  | 26 | 18 | 5  | 3  | 53 | 23 | +30  |
| 2    | Kampala City Council           | 48  | 26 | 14 | 6  | 6  | 26 | 14 | +12  |
| 3    | Bunamwaya SCT                  | 47  | 26 | 14 | 5  | 7  | 27 | 18 | +9   |
| 4    | Simba FCC                      | 42  | 26 | 12 | 6  | 8  | 20 | 16 | +4   |
| 5    | Victors FC                     | 39  | 26 | 10 | 9  | 7  | 33 | 22 | +11  |
| 6    | Villa SC                       | 39  | 26 | 9  | 12 | 5  | 22 | 11 | +11  |
| 7    | Express FC                     | 37  | 26 | 9  | 10 | 7  | 18 | 14 | +4   |
| 8    | Proline FC                     | 36  | 26 | 9  | 9  | 8  | 28 | 24 | +4   |
| 9    | Uganda Police FC               | 31  | 26 | 8  | 7  | 11 | 18 | 21 | -3   |
| 10   | Masaka Local Council           | 31  | 26 | 9  | 4  | 13 | 20 | 27 | -7   |
| 11   | UTODA FCP                      | 28  | 26 | 7  | 7  | 12 | 19 | 34 | -15  |
| 12   | Maroons FCP                    | 26  | 26 | 5  | 11 | 10 | 13 | 21 | -8   |
| 13   | Fire Masters FC                | 19  | 26 | 4  | 7  | 15 | 23 | 38 | -15  |
| 14   | Gulu UnitedP                   | 13  | 26 | 3  | 4  | 19 | 11 | 44 | -33  |
| 15   | Kinyara Sugar Works FC dissous |     |    |    |    |    |    |    |      |
| 16   | CRO FC exclu                   |     |    |    |    |    |    |    |      |

|  | Qualification pour la Ligue des champions de la CAF 2012 et la Coupe Kagame inter-club 2012 |
|  | Relégation en deuxième division                                                             |
|  | T : Tenant du titre C : Vainqueur de la Coupe d'Ouganda P : Promu de deuxième division      |

## Bilan de la saison
| Championnat d'Ouganda de football 2010-2011                        |                                                             |
| Champion                                                           | Uganda Revenue Authority (4e titre)                         |
| Coupes et trophées                                                 |                                                             |
| Vainqueur de la Coupe d'Ouganda 2010-2011                          | Simba FC                                                    |
| Qualifications continentales                                       |                                                             |
| Ligue des champions de la CAF 2012                                 | Uganda Revenue Authority                                    |
| Coupe de la confédération 2012                                     | Aucun                                                       |
| Coupe Kagame inter-club 2012                                       | Uganda Revenue Authority                                    |
| Promotions et relégations                                          |                                                             |
| Promus en Championnat d'Ouganda de football                        | Water FC Busia-Hoima FC BIDCO FC                            |
| Relégués en Championnat d'Ouganda de football de deuxième division | Gulu United Kinyara Sugar Works FC (dissous) CRO FC (exclu) |